# Hookers Berberitze
Hookers Berberitze (Berberis hookeri) ist eine Pflanzenart aus der Gattung der Berberitzen (Berberis) in der Familie der Berberitzengewächse (Berberidaceae). 

## Verbreitung
Die Heimat von Hookers Berberitze liegt in Nepal, in Bhutan, in den indischen Provinzen Sikkim und Assam, sowie im chinesischen Xinjiang.

## Beschreibung
Hookers Berberitze ist ein immergrüner aufrecht wachsender Strauch der bis 1,2 Meter hoch werden kann. Die Zweige sind braun und kantig, die Dornen sind dreiteilig und bis 3 Zentimeter lang. Die Laubblätter sind elliptisch-lanzettlich geformt, dünnledrig, oberseits glänzend dunkelgrün und unterseits fast blauweiß gefärbt; sie werden bis 7 Zentimeter lang, sind netznervig und weisen an jeder Seite 7 bis 15 nach vorne gerichtete Zähne auf. Die Blüten sind gelbgrün und stehen von Mai bis Juni zu 2 bis 6 in Doldentrauben.

## Verwendung
Wie viele andere Berberitzen findet diese Art sehr häufig als Zierstrauch Verwendung.

## Systematik
- Berberis hookeri var. viridis C.K. Schneid. weist unterseits grüne Blätter auf.
- Berberis hookeri var. latifolia hort. ist ein Synonym für Berberis manipurana Ahrendt.

Die Art bildet mit anderen Arten der Gattung Hybride:   
Mit der Warzigen Berberitze (Berberis verruculosa) bildet die Varietät var. viridis die Hybride Berberis ×interposita Ahrendt.